# Občina Komen
Občina Komen je ena od občin Krasa v Republiki Sloveniji.

## Naselja v občini
Brestovica pri Komnu, Brje pri Komnu, Coljava, Divči, Dolanci, Čehovini, Čipnje, Gabrovica pri Komnu, Gorjansko, Hruševica, Ivanji Grad, Klanec pri Komnu, Kobdilj, Kobjeglava, Koboli, Kodreti, Komen, Lisjaki, Lukovec, Mali Dol, Nadrožica, Preserje pri Komnu, Rubije, Sveto, Šibelji, Škofi, Škrbina, Štanjel, Tomačevica, Trebižani, Tupelče, Vale, Večkoti, Volčji Grad, Zagrajec

## Nastanek občine Komen
Moderna lokalna samouprava se na slovenskem pojavi 1849 leta, ko je 17. marca potrjen Provizorični zakon o občinah. Na Goriško-gradiščanskem, je bilo tako leta 1850 ustanovljenih 58 občin, kasneje, pa se jim je pridružilo še 43 (največ leta 1866). Med prvimi je bil tudi Komen, ki je spadal okrajno glavarstvo Sežana. Komen je bil v tem času tudi sodni okraj, ki je pokrival več občin. Znotraj občine Komen so delovali še občinski oddelki Preserje in davčne občine (podobno kot današnje krajevne skupnosti) Mali Dol, Sveto, Tomačevica in Volčjigrad.
Po 1. svetovni vojni v skladu z londonsko pogodbo italijanska vojska zavzame in okupira kar si je po tem paktu lastila. Sprva ostane občinski aparat ne dotaknjen in župani so še vedno ti, ki so bili izvoljeni v Avstriji. Vse to okupirano območje je bilo vključeno v pokrajino imenovano Julijska Krajina, ki ji je načeloval komisariat v Trstu. Januarja 1922 so bile opravljene tudi občinske volitve. Konec leta 1922, se je spremenila upravna delitev Julijske Krajine, ki se razdeli na: Puljsko, Tržaško in Videmsko provinco. Leta 1924 se pridruži še Reška provinca. Leta 1926 je ustanovljena še Goriška pokrajina. Tak sistem občin se je ohranil do leta 1927 in 1928, ko je prišlo do komasacij občin. 4. februarja 1926, so bili s kraljevim odlokom razrešeni vsi izvoljeni župani in občinski sveti. Njihove naloge so prevzeli postavljeni občinski komisarji, imenovani tudi podeštati (podestaji), ki so bili po večini fašisti. Tako je bila lokalna samouprava v resnici odpravljena in le navidezna. Po komasaciji občin, je Komen spadal v Goriško pokrajino, bi je del občine Komen, katere del so bili še: Gabrovica, Pliskovica, Veliki Dol, Brje, Gorjansko, Škrbina. 
Leta 1944 se pojavijo Narodno osvobodilni odbori (NOO). Odlok SNOOS o razpisu narodnih volitev v Narodnoosvobodilne odbore iz 19. februarja 1944, je določal, da bodo NOO izvoljeni po načelu ljudske demokracije, kot temeljni organ ljudske oblasti. Določil je da bodo odbori: krajevni, okrajni in okrožni. Volitve v krajevne in okrajne so bile neposredne, volitve v okrožne pa posredne. Pariška mirovna pogodba, ki je bila sklenjena 10. februarja 1947, odpravlja okupacijske cone v nekdanji Julijski krajini, in tako njen večji del, vključno s Komnom pripade Jugoslaviji. Tako je od leta 1944, pa do 1952 tudi v Komnu deloval Krajevni NOO, spadal pa je pod Okrajni NOO Gorica.
Leta 1952 je ponovno prišlo do ustanovitve občin. Nova teritorialna razdelitev Slovenije, ki je bila sprejeta aprila 1952, z zakonom o razdelitvi Ljudske republike Slovenije na mesta, okraje in občine. Tako pod okrajem Sežana, ponovno najdemo občino Komen. Leta 1959 je občina Komen ponovno ukinjena in postane del občine Sežana, okraja Koper.
V začetku leta 1994 je bil sprejet Zakon o referendumu o ustanovitvi občin, z namenom izvedbe referenduma v letu 1994. Na podlagi rezultata referenduma, je državni zbor, na seji 3. oktobra 1994 ustanovil 147 občin. Tako zopet med občinami najdemo občino Komen.